# Naturen
Naturen ist die älteste populärwissenschaftliche Zeitschrift Norwegens. Sie wurde 1877 vom Geologen Hans Reusch in Kristiania gegründet und wird heute von den Universitäten Oslo und Bergen herausgegeben.
Die Zeitschrift veröffentlicht Artikel aus den Bereichen Biologie, Meteorologie, Ozeanographie, Molekularbiologie, Archäologie, Anthropologie, Naturwissenschaften, Physik, Philosophie der Naturwissenschaften, Mathematik, Geologie, Chemie und Medizin.

## Herausgeber
- 1877–1880: Hans Reusch, Geologe
- 1881–1886: Carl Frederik Krafft, Meteorologe
- 1887–1906: Jørgen Brunchorst, Botaniker
- 1906–1924: Jens Holmboe, Botaniker
- 1925–1946: Torbjørn Gaarder, Chemiker
- 1947–1978: Knut Fægri, Botaniker
- 1978–1984: Jostein Goksøyr, Mikrobiologe
- 1985–1990: Eyvind Alver
- 1991–2000: Per Jørgensen, Botaniker
- 2001–2013: Per Johan Jakobsen, Biolog
- seit 2014: Arne Skorping, Biologe